# Glyphodes bicoloralis
Glyphodes bicoloralis is een vlinder uit de familie van de grasmotten (Crambidae). De wetenschappelijke naam van deze soort is voor het eerst voorgesteld door Embrik Strand in een publicatie uit 1912.
De spanwijdte van het vrouwtje bedraagt 25 millimeter.
De soort komt voor in Ghana, Kameroen, Congo-Brazzaville, Congo-Kinshasa en Rwanda.